# Montreuil-le-Chétif
Montreuil-le-Chétif är en kommun i departementet Sarthe i regionen Pays de la Loire i nordvästra Frankrike. Kommunen ligger i kantonen Fresnay-sur-Sarthe som tillhör arrondissementet Mamers. År 2022 hade Montreuil-le-Chétif 313 invånare.

## Befolkningsutveckling
Antalet invånare i kommunen Montreuil-le-Chétif
| Referens: INSEE |